# STモータースクール
株式会社エステーモータースクールは、岩手県滝沢市に本社を置き、滝沢市及び盛岡市にある岩手県公安委員会指定自動車教習所であるSTモータースクールを運営する企業。

## 所在地
北校
- 〒020-0611 滝沢市巣子169番地3（国道4号沿い）

南校
- 〒020-0835 盛岡市津志田27地割18番地

## 沿革
- 1960年:岩手県内初の自動車教習所として現在の滝沢市にSTモータースクール（通称：北校）を開校。後に盛岡市にＳＴモータースクール南校を開校（資本金3,000万円）。
- 1961年:「岩手県公安委員会指定第1号」として県内初の指定自動車教習所に認定。

## 教習車種
- 普通車
- 準中型車
- 中型車
- 大型車
- 普通二輪車
- 大型二輪車
- 大型特殊車
- 牽引（北校のみ）
- 大型二種（北校のみ）